# Astrit Selmani
Astrit Selmani (født 13. maj 1997) er en professionel fodboldspiller, der spiller som angriber for  Dinamo Bukarest i Rumænien. Han er født i Sverige og repræsenterer Kosovo.

## Klubkarriere

### Tidlig karriere og Superettan-debut
Selmani begyndte at spille fodbold i den lokale klub Malmö FF som ung. I 2009, som 12-årig, skadede han sit korsbånd og forlod klubben og tog til klubben Kulladals IF. I en alder af 17 sluttede Selmani sig til BK Olympic i Division 3, den svenske femte bedste række, hvor han fik sin seniordebut. I alt spillede han 37 kampe og scorede 14 mål for siden. Før starten af 2016 sæsonen sluttede Selmani sig til Ängelholms FF i Superettan, Sveriges næsthøjeste liga. Den 3. april 2016 fik han sin debut i en 1-0 hjemmesejr mod Syrianska FC, efter at han kom ind som indskifter i det 81. minut i stedet for Oliver Stojanović-Fredin.

### År i tredje niveau

#### Kristianstad FC
Den 17. juli 2016 sluttede Selmani sig til Division 1 side Kristianstad FC i Sveriges tredje bedste række. Den 21. august 2016 fik han sin debut i et 1-0-nederlag på udebane mod Landskrona BoIS efter at være kommet ind som en udskiftning i det 84. minut i stedet for Anton Bloom.

#### FC Rosengård
Den 24. november 2016 sluttede Selmani sig til en anden Division 1-klub FC Rosengård, en transfer, der trådte i kraft i januar 2017. Den 15. april samme år fik han sin debut i et 0-1 hjemmenederlag mod Skövde AIK, efter at han kom ind som indskifter i det 75. minut i stedet for Mohamed Ramadan.

#### Torns IF
Den 8. februar 2018 sluttede Selmani sig til Torns IF i Division 1. To måneder senere fik han sin konkurrenceprægede debut for klubben i en 1– 2 udesejr mod Lunds BK efter at være blevet navngivet i startopstillingen.

### Varbergs BoIS

#### 2019 sæsonen
Den 21. januar 2019 vendte Selmani tilbage til Superettan og sluttede sig til Varbergs BoIS. Den 30. marts 2019 fik han sin debut mod Mjällby AIF efter at være blevet navngivet i startopstillingen og scorede sit holds eneste mål i en 0-1 udesejr. Han scorede 15 mål i 27 ligakampe og førte holdet til deres første oprykning til Allsvenskan og sluttede på andenpladsen i tabellen.

#### 2020 sæson
I 2020 var Selmani anfører for holdet i Allsvenskan, da Varberg endte på en 11. plads i deres første sæson nogensinde i den svenske bedste række. Han scorede 15 mål i 24 kampe og placerede sig selv som den næstbedste målscorer i Allsvenskan, kun bag Christoffer Nyman.

### Hammarby IF
Astrit Selmani er en direkte erstatning for Aron Jóhannsson, som forlod klubben tidligere på måneden.
Den 18. december 2020 skiftede Selmani til den anden Allsvenskan-klub Hammarby IF, og underskrev en fireårig kontrakt. Transfersummen var angiveligt sat til omkring 7-8 millioner svenske kroner, hvilket gør Selmani til det dyreste opkøb i Hammarbys historie.
Den 20. februar 2021 fik han sin konkurrenceprægede debut for klubben i en gruppe-kamp i Svenska Cupen, den nationale hovedpokal, mod AFC Eskilstuna efter at være blevet navngivet i startopstillingen og leveret en assist og scoret sit holds andet mål i en hjemmesejr på 4–1.
Den 16. maj 2021 scorede Selmani sit første mål i Allsvenskan for Hammarby i sin tolvte optræden for klubben i en 2-2 hjemmekamp mod rivalerne Djurgårdens IF . Fjorten dage senere vandt han 2020–21 Svenska Cupen med Hammarby gennem en 5– 4 sejr på straffe efter fuld tid uden mål mod BK Häcken i finalen, hvor han scorede det afgørende straffespark.
Den 22. juli 2021 fik Selmani sin kontinentale debut i 2021–22 UEFA Europa Conference League mod Det slovenske hold Maribor efter at være blevet navngivet i startopstillingen og scoret sit holds tre mål, som også var hans første hattrick for klubben under en 3-1 hjemmesejr. Han fulgte det op ved at score et mål mod Čukarički i en 5–1 hjemmesejr i anden omgang (6–4 samlet) i tredje kvalifikationsrunde, før holdet blev slået ud af Basel (4–4 samlet) efter en straffesparkskonkurrence i playoff-runden.
Selmani var med i finalen i 2021–22 Svenska Cupen, hvor Hammarby tabte med 4–5 på straffe til Malmö FF efter kampen endte uafgjort 0–0. Selmani var den, der missede den afgørende straf.

### Hapoel Be'er Sheva
Den 18. juli 2022 skiftede Selmani til Hapoel Be'er Sheva i Israeli Premier League, og underskrev en treårig kontrakt. Overførselssummen blev angiveligt sat til omkring 10 millioner svenske kroner. Hans debut med Hapoel Be'er Sheva kom tre dage senere i [[2022–23 UEFA Europa Conference League-kvalifikationen] fase og slutspilsrunde (Main Path)#Anden kvalifikationsrunde|2022–23 UEFA Europa Conference League anden kvalifikationsrunde]] mod Dinamo Minsk efter at være kommet ind som erstatning i det 58. minut i stedet for Sagiv Yehezkel.

#### Lån til Midtjylland
Den 31. januar 2023 blev Selmani sendt på lån til FC Midtjylland gennem resten af Dansk Superliga-kampagnen med mulighed for at købe.

## International karriere
Selmani er født og opvokset i Sverige og er af kosovoalbanske oprindelse fra Mitrovica. Han var berettiget til at repræsentere tre lande på internationalt plan, enten Albanien, Kosovo eller [[Sveriges fodboldlandshold] |Sverige]]. Den 17. marts 2021 meddelte Football Federation of Kosovo at Selmani havde besluttet at repræsentere deres landshold, og var planlagt til at blive kaldt op til 2022 FIFA VM-kvalifikationen kampe mod Sverige og Spanien, men blev i sidste ende udeladt af truppen på grund af testning positiv for COVID-19.Hans debut med Kosovo kom den 9. oktober 2021 i 2022 FIFA World Cup-kvalifikationskampen mod Sverige, efter at han kom ind som erstatning i det 70. minut i stedet for Zymer Bytyqi. 
Den 24. marts 2022 scorede Selmani sit første mål for Kosovo i sin femte optræden for landet i en 5-0 hjemmesejr over Burkina Faso.